# Harry Everett Smith
Harry Everett Smith (29. května 1923 – 27. listopadu 1991) byl americký polyhistor, působící jako malíř, experimentální filmař, mystik a antropolog. Rovněž byl velkým sběratelem gramofonových desek, papírových letadel, seminolských textilií a ukrajinských velikonočních vajec. Narodil se v Portlandu, ale vyrůstal ve státě Washington a většinu dospělého života prožil v New Yorku, kde řadu let žil v hotelu Chelsea. Sestavil třídílnou antologii americké lidové hudby (Anthology of American Folk Music, 1952) o celkové délce více než 250 minut. Také stojí za obdobným projektem, The Kiowa Peyote Meeting (1973), pro který nahrál hudbu domorodých obyvatel oklahomského města Anadarko, a pořídil záznamy písní básníka Allena Ginsberga (New York Blues: Rags, Ballads & Harmonium Songs, 1981). Je uveden jako producent na prvních dvou albech kapely The Fugs, The Fugs First Album a Virgin Fugs. Jeho nejznámějším filmem je Heaven and Earth Magic (1962). Od sedmdesátých let jsou jeho filmy archivovány v Anthology Film Archives v New Yorku. Po jeho smrti vznikla nezisková organizace Harry Smith Archives, která sbírá a uchovává jeho další díla.